# Itatiaiuçu
Itatiaiuçu is een gemeente in de Braziliaanse deelstaat Minas Gerais. De gemeente telt 9.292 inwoners (schatting 2009).

## Aangrenzende gemeenten
De gemeente grenst aan Brumadinho, Carmo do Cajuru, Igarapé, Itaguara, Itaúna, Mateus Leme en Rio Manso.